# 第15回国民体育大会

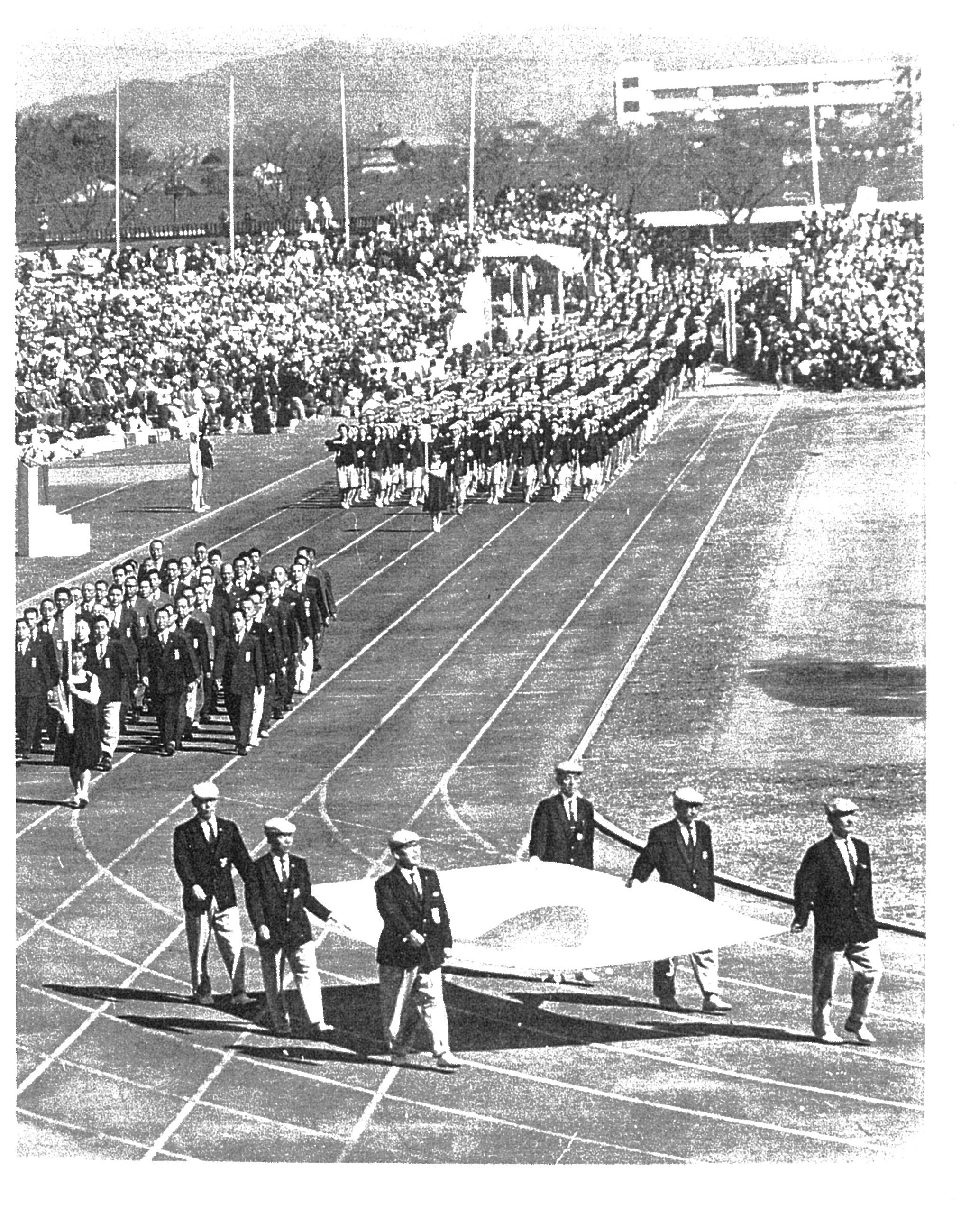
開会式

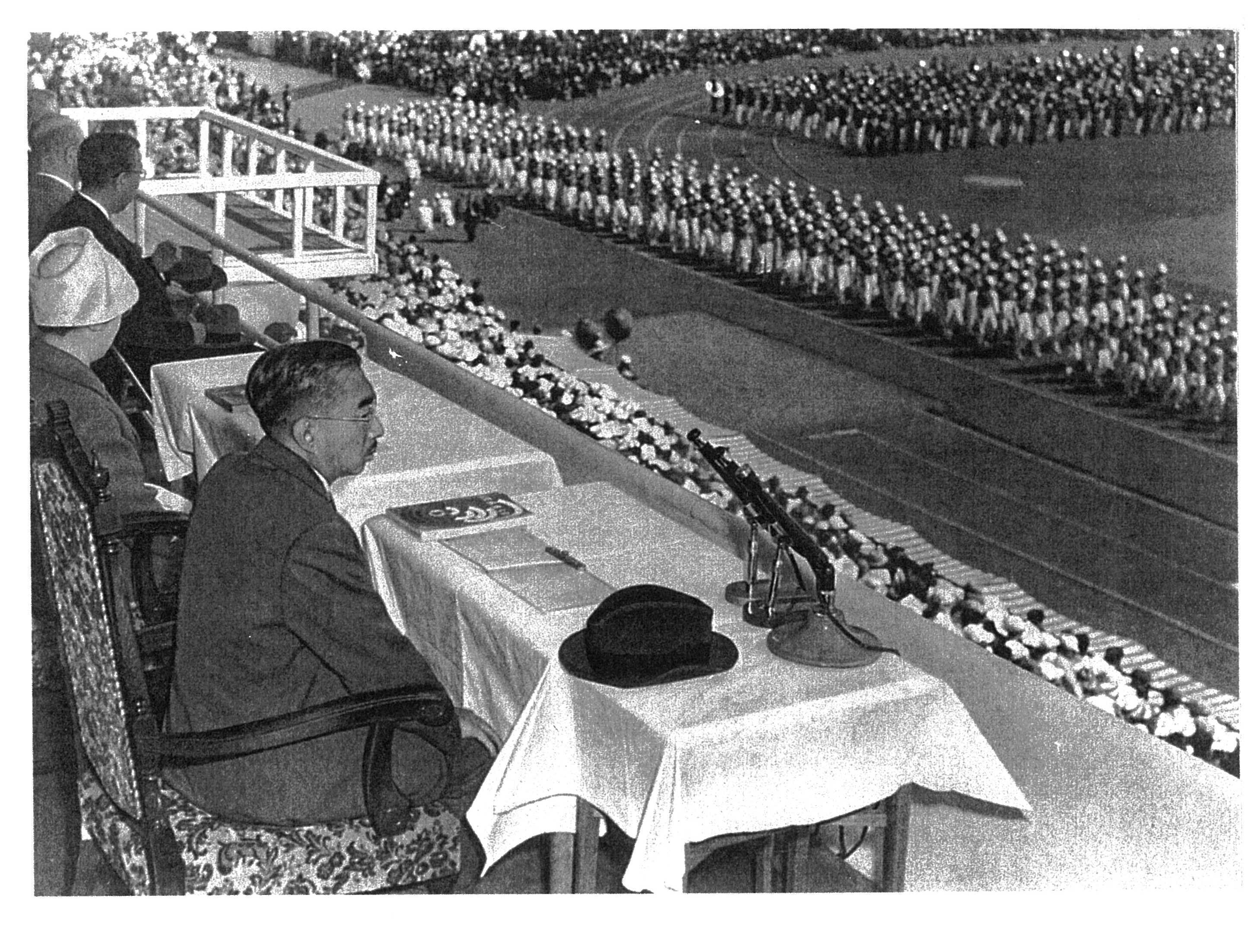
臨席する昭和天皇・皇后

第15回国民体育大会（だい15かいこくみんたいいくたいかい）は、1960年に開催された国民体育大会である。

## 持ち回り開催に関する修正閣議決定
1954年以来続いた持ち回り開催に関する議論に関し、本年7月8日の閣議において下記の方針が決定された。
1. 国家的体育行事として毎年開催する。
2. 原則として持ち回り開催とする。
3. 財政再建団体の府県では開催を認めない。
4. 開催にあたり、選手役員の人数を適正化すること。
5. 開催計画の事前承認化。

## 概要
| 季    | 期間                      | 開催地                  | 競技数 | 参加者数 |
| ----- | ------------------------- | ----------------------- | ------ | -------- |
| 冬    | 1960年1月21日 - 1月24日   | 長野県本郷村            | 1      | 1,142    |
| 冬    | 1960年2月19日 - 2月22日   | 長野県山ノ内町          | 1      | 1,461    |
| 夏    | 1960年9月24日 - 9月27日   | 熊本県熊本市            | 3      | 2,744    |
| 秋    | 1960年10月23日 - 10月27日 | 熊本県 鹿児島県鹿児島市 | 28     | 15,011   |
| 合 計 | 合 計                     | 合 計                   | 33     | 20,358   |

## 冬季大会

### スケート競技会
第15回国民体育大会冬季大会スケート競技会は、1月22日～1月25日に長野県本郷村 (現松本市)で開催された。

#### 実施競技・会場一覧
| 競技名   | 競技名         | 会場地            | 会場            |
| -------- | -------------- | ----------------- | --------------- |
| スケート | スピード       | 本郷村 (現松本市) | 浅間温泉 美鈴湖 |
| スケート | フィギュア     | 本郷村 (現松本市) | 浅間温泉 美鈴湖 |
| スケート | アイスホッケー | 本郷村 (現松本市) | 浅間温泉 美鈴湖 |

### スキー競技会
第16回国民体育大会冬季大会スキー競技会は、2月19日～2月22日に長野県山ノ内町で開催された。

## 夏季大会、秋季大会

### 実施競技・会場一覧
- 陸上競技
- 水泳
- サッカー
- スキー
- テニス
- 漕艇
- ホッケー
- ボクシング
- バレーボール
- 体操
- バスケットボール
- スケート
- レスリング
- ヨット：鹿児島県鹿児島市  鴨池ヨットハーバー
- ウェイトリフティング
- ハンドボール
- 自転車競技
- ソフトテニス
- 卓球
- 軟式野球
- 相撲
- 馬術
- フェンシング
- 柔道
- ソフトボール
- バドミントン
- 弓道
- ライフル射撃
- 剣道
- ラグビー
- クレー射撃
- 高校野球

## 総合成績

### 天皇杯
- 1位 - 東京都
- 2位 - 熊本県
- 3位 - 愛知県

### 皇后杯
- 1位 - 東京都
- 2位 - 愛知県
- 3位 - 熊本県

## 備考

熊本県旗（国体用）

当大会の開催時、熊本県は県旗を制定していなかったため国体実行委員会が臨時に国体用県旗を制定した。また、大戦中の1942年（昭和17年）に制定された「菊池盡忠の歌」が1946年（昭和21年）に連合国最高司令官総司令部（GHQ/SCAP）の命令で演奏を禁止されて以降は存在していなかった県民歌を新たに作成することになり「熊本県民の歌」（作詞・坂井秀雄、作曲・出田憲二）が制定された。
国体用県旗は大会の閉幕後に使用されなくなり、6年後の1966年（昭和41年）に現在の県旗が制定されているが「熊本県民の歌」は県に引き継がれ、39年後の1999年（平成11年）に第54回くまもと未来国体で再び演奏された。